# Hans Iber
Hans Iber (* 24. September 1886 in Schmalkalden; † 10. Januar 1946 im Speziallager Nr. 1 Mühlberg/Elbe) war ein deutscher Reichsgerichtsrat.

## Leben
Er war der Sohn eines Studienrats i. R. Seine Konfession war evangelisch. Er legte 1908 die erste Staatsprüfung mit „gut“, die zweite 1912 mit „ausreichend“ ab. Im selben Jahr wurde er Gerichtsassessor. Am 1. August 1918 wurde er Staatsanwalt in Duisburg. 1921 wurde er zum Staatsanwaltschaftsrat befördert. 1927 wurde zum I. Staatsanwalt bei der Staatsanwaltschaft beim Landgericht Potsdam ernannt. 1930 wurde er Kammergerichtsrat. Am 23. Januar 1935 wurde er als Hilfsrichter an die Reichsanwaltschaft abgeordnet. Am 15. Mai kam er an das Reichsgericht als Hilfsrichter. Reichsgerichtsrat wurde Iber am 1. August 1936. Er war unter anderem im V.  und IV. Strafsenat tätig. Am 29. Dezember 1937 beantragte er die Aufnahme in die NSDAP und wurde rückwirkend zum 1. Mai desselben Jahres aufgenommen (Mitgliedsnummer 5.823.882), seit Februar 1939 war er Blockleiter. Am 20. April 1938 erhielt er das silberne Treudienst-Ehrenzeichen.
Nach der Besetzung Leipzigs durch die Rote Armee 1945 wurde er durch den NKWD verhaftet. Er starb 1946 im Speziallager Nr. 1 Mühlberg. Für 34 der dort umgekommenen Reichsgerichts- und Reichsanwaltschaftsmitglieder gibt es seit 1957 im Hauptgebäude des Bundesgerichtshofes eine Gedenktafel. 1979 wurde die Gedenktafel kritisiert, da Iber 1939 einen jüdischen Elektriker wegen versuchter „Rassenschande“ mitverurteilt hat. In dem Fall hat der Elektriker ein Mädchen zum Geschlechtsverkehr aufgefordert. Die Richter begründeten das Urteil damit, „die versuchte Rassenschande liegt bei einer Handlung vor, die wegen ihrer unmittelbaren Zusammengehörigkeit zu einer geschlechtlichen Handlung nach natürlicher Auffassung als deren Bestandteil erscheint. Sie kann daher schon in der bloßen mündlichen Aufforderung des Mannes liegen. Darauf, dass die Elli C. mit dem Ansinnen des Angeklagten nicht einverstanden gewesen ist, kommt es rechtlich nicht an, ebenso wenig, dass der Angeklagte das Mädchen gar nicht berührt hat.“

## Schriften
- Die Haftung der Schutzgebiete für ihre Beamten, Diss. Marburg 1911 (Referent Schücking), Kassel 1911.